# Гватемальско-сальвадорские отношения
Гватемальско-сальвадорские отношения — двусторонние дипломатические отношения  между Гватемалой и Сальвадором. Протяжённость государственной границы между странами составляет 199 км.

## Сравнительная характеристика
|                     | Гватемала                                           | Сальвадор                                           |
| ------------------- | --------------------------------------------------- | --------------------------------------------------- |
| Население           | 14 373 472                                          | 6 460 000                                           |
| Территория          | 108 889 км²                                         | 21 040 км²                                          |
| Плотность населения | 119 чел./км²                                        | 307 чел./км²                                        |
| Столица             | Гватемала                                           | Сан-Сальвадор                                       |
| Крупнейший город    | Гватемала                                           | Сан-Сальвадор                                       |
| Правительство       | президентская республика                            | президентская республика                            |
| Язык                | испанский                                           | испанский                                           |
| Основная религия    | Католицизм                                          | Католицизм                                          |
| ВВП                 | 62,78 млрд долларов США (4 000 $ на душу населения) | 29,41 млрд долларов США (4 600 $ на душу населения) |
| ИРЧП                | 0,581                                               | 0,680                                               |

## История
В 1823 году было создано федеративное государство на территории Центральной Америки, состоящее из штатов (провинций) Гватемала, Гондурас, Сальвадор, Никарагуа, Коста-Рика и Лос-Альтос, созданное после выхода их из состава Мексиканской империи. Столица — Гватемала. Государство прекратило своё существование в ходе гражданской войны 1838—1840 годов. Распад начался с отделения от федерации Никарагуа 5 ноября 1838 года. Следом отделились Гондурас, Коста-Рика и Гватемала. Государство Лос-Альтос было разделено между Мексикой и Гватемалой. Окончательно союз распался в 1840 году, когда последний оплот Федерации — Сальвадор, 31 марта объявил решение об упразднении Центральноамериканской Федерации. 
В 1960 году Сальвадор, Гватемала, Гондурас и Никарагуа создали Центральноамериканский общий рынок (англ.  Central American Common Market, CACM), к которому в 1963 году присоединилась и Коста-Рика, а затем Панама. В 2007 году Гондурас, Сальвадор, Никарагуа и Гватемала приняли решение открыть границы: граждане этих стран смогли свободно перемещаться из страны в страну, используя внутреннее удостоверение личности.